# Gåstjärnarna (Åre socken, Jämtland, 705692-133531)
Gåstjärnarna är en sjö i Åre kommun i Jämtland och ingår i Indalsälvens huvudavrinningsområde.